# Bakonyicum flóravidék
A Bakonyicum a Pannonicum flóratartomány egyik flóravidéke. Területe gyakorlatilag megegyezik a Dunántúli-középhegységével – a Dunakanyartól, pontosabban a közép-dunai flóraválasztótól a Keszthelyi-fennsíkig nyúlik, és ezzel két részre osztja a flóratartomány legnagyobb flóravidékét, az Eupannonicumot (Alföldek).
Az északkelet-délnyugat csapásirányú, alacsony középhegységi terület növényvilágában délnyugat felé haladva egyre nagyobb szerephez jutnak a szubmediterrán, balkáni és kelet-alpesi flóraelemek. Ez döntően a flóravidék szubmediterrán makroklímájának köszönhető (ennek markáns jele például a kettős, tavaszi-őszi csapadékmaximum).

## A hegység gerince, mint flóraválasztó
A hegység gerince bár a flórajárások közepén húzódik végig, de egyúttal flóraválasztó vonal is. Több tucatnyi növényfaj él a hegységnek csak az egyik felén. Itt húzódik
- egyrészt számos, a Kisalföldön (Arrabonicum flórajárás) közönséges növény, mint például:
  - szártalan kankalin (Primula vulgaris),
  - erdei madárhúr (Cerastium sylvaticum),
  - erdei ciklámen (Cyclamen purpurascens)
  - babérboroszlán (Daphne laureola),
  - sárga sásliliom (sárgaliliom) (Hemerocallis lilio-asphodelus),
  - magyar varfű (Knautia drymeia)
  - érdes mályva (Malva alcea),
  - szúrós csodabogyó (Ruscus aculeatus),
  - pirítógyökér (Tamus communis)
  - erdei galaj (Galium sylvaticum)

elterjedési területének keleti (délkeleti) határa,
- másrészt több, a Mezőföldön (Colocense flórajárás) közönséges növény, mint például:
  - őszi csillagvirág (Prospero elisae),
  - sulyoktáska (Aethionema saxatile),
  - szirtőr (Hornungia petraea)

elterjedési területének nyugati (északnyugati) határa.
Üde, erdei fajok a hegység nyugati részén:
- - keserű kakukktorma (Cardamine amara),
  - ritkás sás (Carex remota),
  - erdei békaszem (Omphalodes scorpioides),
  - négylevelű farkasszőlő (Paris quadrifolia).

Sziklai fajok a hegység keleti részén:
- - nagylevelű madárbirs (Cotoneaster tomentosus),
  - henye boroszlán (Daphne cneorum)
  - kövér daravirág (Draba lasiocarpa)
  - magyar gurgolya (Seseli leucospermum)

E jelentős különbség okai:
- itt húzódik az Alföld és a Dunántúl klimatikus határa;
- a lejtők ellentéte iránya;
- az eltérő kőzettani felépítés (az északnyugati oldalon főleg mészkövek és vulkáni kőzetek ráhordott homokkal, a délkeletin sok dolomit ráhordott lösszel).

A fenti tényezők együttes hatására eltérő a két oldal zonális vegetációja: északnyugaton gyertyános-tölgyes és bükkös, délkeleten felnyíló mészkedvelő tölgyes. Az átmeneti zóna a Gerecsében, a Vértesben és a Bakonyban a legkeskenyebb.

## Földtani felépítése
A hegyvonulatot alapvetően változatos korú üledékes kőzetek (mészkő, dolomit, homokkő) építik fel; ezekre a vonulat nyugati részén foltokban fiatal bazaltkúpok települnek. A Velencei-hegységben paleozoós gránit és pala bukkan a felszínre az eocén korú andezit alól, északkeleten, a Visegrádi-hegység miocén korú andezitből áll. A nehezen erdősülő dolomitszirtek szélsőséges mikroklímájú termőhelyein számos reliktum faj, illetve -társulás maradt fenn. 

## Növénytársulásai
Növényzete kettős jellegű:
- A magasabb hegyeken és az északi lejtőkön kárpáti jellegű növényzet
- Az alacsonyabb hegyeken és déli lejtőkön kontinentális-pannóniai, melegkedvelő növényzet

Ehhez hasonló különbségeket mutattak ki a hegység délnyugati és északkeleti részének növényzete között.
Uralkodó növénytársulásai:
- cseres-tölgyesek (Quercetum petraeae-cerris) (200–400 m között zonális);
- gyertyános-tölgyesek (400–600 m között zonális);
- szubmontán bükkösök (600–800 m között zonális) – ez gyakorlatilag a Magas-Bakony. A többi bükköst extrazonális helyzetben ültették.

A déli lejtők elterjedt extrazonális társulásai:
- szubmediterrán molyhos-tölgyesek (Vicio sparsiflorae-Quercetum pubescentis) – ezek egyes területeken (Kelet-Bakony, Balaton-felvidék) zonális helyzetbe kerülnek;
- bokorerdők (Cotino-Quercetum pubescentis) és
- gyeptársulások

Az északi lejtőkön reliktum jellegű
- elegyes karszterdők (Fago-Ornetum) is nőnek.

## Flórajárásai
- Visegradense flórajárás (Visegrádi-hegység és vidéke),
- Pilisense flórajárás (Pilis, Budai-hegység és Gerecse),
- Vesprimense flórajárás (Vértes, Bakony és Velencei-hegység)
- Balatonicum flórajárás (Balaton-felvidék és  Keszthelyi-fennsík)

## Növénykülönlegességek
- Harmadkori endemikus fajok:
  - magyar gurgolya (Seseli leucospermum),
  - pilisi len (dolomitlen, Linum dolomiticum),
  - magyarföldi husáng (Ferula sadleriana),
  - lisztes berkenye (Sorbus aria).

- Jégkori endemizmus:
  - medvefül kankalin (Primula auricula ssp. hungarica).

- Harmadkori reliktum fajok:
  - keleti gyertyán (Carpinus orientalis),
  - keleti zergevirág (Doronicum orientale).

- Jégkori reliktumok:
  - lila csenkesz (Festuca amethystina),
  - ősz bogáncs (Carduus glaucus)
  - győzedelmes hagyma (havasi hagyma, Allium victorialis)

- Szubmediterrán fajok:
  - cserszömörce (Cotinus coggygria),
  - virágos kőris (Fraxinus ornus),
  - sárga koronafürt (Coronilla coronata),
  - bokros koronafürt (Coronilla emerus),
  - fanyarka (Amelancsier ovalis),
  - pirítógyökér (Tamus communis),
  - szúrós csodabogyó (Ruscus aculeatus),
  - lónyelvű csodabogyó (Ruscus hypoglossum),
  - tarka lednek (Lathyrus venetus),
  - pofók árvacsalán (Lamium orvala),
  - dudamag (Danaa procumbens).